# Minorité magyare de Slovaquie
La minorité magyare de Slovaquie ou les Magyars de Slovaquie (en hongrois : Szlovákiai magyarok; en slovaque : Maďari na Slovensku) désignent la minorité ethnique hongroise vivant en Slovaquie. 

## Géographie
La minorité magyare de Slovaquie, formant 9,7 % de la population de ce pays, est essentiellement concentrée dans une bande de 600 km de long, pouvant atteindre 85 km de large selon les lieux, le long du Danube et de frontière hongroise, ainsi que dans de grandes villes comme Bratislava ou Košice. La Slovaquie ayant été sous domination hongroise, autrichienne et austro-hongroise puis ayant formé la Tchécoslovaquie avec la République tchèque de 1918 à 1992, les membres de la minorité parlent en général à la fois le hongrois, l'allemand, le slovaque et le tchèque. Cela explique que cette minorité a une forte diaspora à Prague, Bratislava et Budapest, ainsi qu'en Autriche et en Allemagne.

## Histoire
La présence d'une minorité magyare en Slovaquie s'explique par le fait qu'en 1919, lors du tracé des frontières issues de la dislocation de l'Autriche-Hongrie et confirmées par le traité de Trianon en 1920, la commission internationale « Lord » formée par les Alliés, où des géographes et historiens favorables à la cause tchécoslovaque comme Ernest Denis et Robert Seton-Watson (en) jouèrent un rôle important, a œuvré pour que la Tchécoslovaquie, en dépit de la majorité locale hongroise de ces régions, dispose de plusieurs ports sur le Danube et de points d'appui facilement défendables sur la rive droite de l'Ipoly et les monts métallifères.

## Actualité
La Slovaquie et la Hongrie étant toutes deux membres de l'Union européenne et de l'espace Schengen, les Magyars de Slovaquie peuvent y circuler librement. Ils disposent de deux partis politiques défendant leurs intérêts au parlement slovaque : le Parti de la coalition hongroise et Most–Híd (« Pont » en slovaque et magyar). Leurs conditions de vie et leur culture sont au cœur des relations entre la Hongrie et la Slovaquie.

## Sources
1. ↑  Robert William Seton-Watson, A History Of The Czechs And Slovaks, Archon Books, Hamden, Connecticut, 1965 (1re éd. Hutchinson & Co., Londres 1943).
2. ↑  Olivier Lowczyk, La Fabrique de la paix : du Comité d'études à la Conférence de la paix, l'élaboration par la France des traités de la Première Guerre mondiale, Economica, coll. « Bibliothèque stratégique », Paris 2010, 533 p.
3. ↑  Jacques Leclerc, « Slovaquie : Politique linguistique slovaque à l'égard des minorités nationales », sur ulaval.ca (consulté le 20 novembre 2023).